# Прийде ще час
Прийде ще час — українське танго, написане Богданом Весоловським 15 серпня 1936 року.

## Історія створення
Танго було написане як інструментальний твір, без слів, Богданом Весоловським 15 серпня 1936 року. Першим виконавцем танго «Прийде ще час» був джаз-колектив «Ябцьо-джаз» Леоніда Яблонського, до складу якого, окрім самого Яблонського («Ябця»), входили Богдан Весоловський («Бонді»), Анатолій Кос-Анатольський, Степан Гумінілович та Ірена Яросевич («Рена»). 
Згодом було написано слова Богданом Весоловським у співавторстві з Степаном Чарнецьким. За однією з версій текст до танго написав сам поет Степан Чарнецький, який був під час одного з виступів «Ябцьо-джаз» у львівському клубі «Бесіда». Степану Чарнецькому так сподобалася мелодія танго, що за півгодини він написав до неї слова й подарував Богданові Весоловському з умовою, що він почне писати сам тексти до своїх пісень. За твердженням ж галицького поета Лева Яцкевича, текст «Прийде ще час» написав сам Богдан Весоловський.
Першими виконали пісню-танго «Прийде ще час» були Богдан Весоловський та солістка гурту «Ябцьо-джаз» Ірена Яросевич, пізніше відома як Рената Андерс чи Рената Богданська.
Пісня-танго «Прийде ще час» миттєво стала популярною та принесла популярність Богдану Весоловському, а восени 1937 року ноти та слова були надруковані у Львові.
У 2001 році за участі дружини композитора Олени Весоловської (Залізняк) була видана перша збірка пісень Весоловського, до якої увійшло й танго «Прийде ще час».

## Текст
| Ще раз поглянути на тебе, З тобою стрінутись ще раз, У вечір, як зірки засяють в небі, В осінній вечір, як тільки день погас. Ще раз піти удвох з тобою, За руки взявшись, як колись, В гаях стежками осінню сумною, де перший раз ми давно зійшлись... Приспів: Прийде ще час, коли затужиш ти за мною, Прийде ще час, коли згадаєш наші дні, Може, тоді любов ти зрозумієш мою і, може, за ту любов вдячна будеш мені... Поглянути у твої очі І слухати слова твої, У сяйві місяця літньої ночі Послухать ще, як співають солов'ї. Невже лише це тільки мрія? Невже лише це тільки сни? Чому, чому пропала вся надія, зів'яла так, мов квіт навесні[7] Приспів. |